# Деревний даман західноафриканський
Деревний даман західноафриканський (Dendrohyrax dorsalis) — вид ссавців родини даманових, що мешкає в західній та центральній Африці. Зазвичай зустрічаються в рівнинних вологих лісах, вологих саванах, а також у гірських місцях проживання до висоти 3500 м.

## Морфологія
Морфометрія. Довжина голови й тіла: 450—600 мм, хвіст: 10—30 мм, довжина задньої ступні: 70—90 мм, довжина вух: 21—30 мм, вага: 1.85—4.5 кг.
Опис. Відрізняється від виду Dendrohyrax arboreus тим, що має хутро коротке і грубе; білу пляму під підборіддям; ніс голий; спинний пляма жовтувато-біла, помітна, гола ділянка на спині від 42 до 72 мм довжиною; одна пара пахових молочних залоз. Кінцівки мезаксонічні (середні пальці розвинені сильніше ніж внутрішні й зовнішні). Подушечки лап чорні, гнучкі, з численними складками. Передні стопи мають чотири пальці, задні — три. Зубна формула: I 1/2, C 0/0, P 4/4, M 3/3 = 34, зубна формула молочних зубів: I 3/3, C 1/1, P 4/4 = 32.

## Поведінка
Dendrohyrax dorsalis деревний вид, однак, він часто спускається і пересувається по землі. Травоїдний. Поживою є листя, плоди, гілля й кора, як правило, з верхнього ярусу. Нематоди (Crossophortis collaris, Libyostrongylus alberti, Hoplodontophorus flagellum, Theileriana brachylaima) — єдині паразити і навіть хвороби, що були зареєстровані в цих тварин. Хижаками є орли роду Nisaetus, леопард, золота кішка, генета, сервал, пітон. Крім того, на цей вид по всьому ареалу полює людина для їжі та на шкурки.
Особини цього виду, як правило, поодинокі, але інколи спостерігаються групи з двох, а іноді трьох тварин. Кожна особина використовує невелику площу в лісі, як правило, навколо одного дерева, яке слугує місцем проживання. Веде нічний спосіб життя, найбільша активність, мабуть, відбувається невдовзі після настання темряви і перед світанком, тварини у неволі харчувались у денний час. Тварини обох статей, у неволі, інколи виявляють агресію до інших тварин, роблячи короткий випад вперед і швидко клацаючи щелепами. Така поведінка зазвичай супроводжується тупанням ніг, підійманням шерсті дибки, особливо навколо спинної залози, виразним вигинанням спини, рухами на ногах без їх згинання й, крім того, виділеннями зі спинної залози. У інших родів даманів, молоді тварини часто їздять на спині у дорослих. У неволі молоді тварини Dendrohyrax dorsalis відпочивали на спині дорослих, але ніхто не бачив, щоб вони так переміщались. Іноді передні ноги використовуються щоб придавити харчовий продукт. Ніякі інші маніпуляції не відзначались. Як і інші роди даманів, Dendrohyrax використовує вибрані місця для дефекації протягом значного періоду часу. Нагромадження екскрементів накопичуються при основах дерев.
Ці тварини можуть піднятися легко і швидко по краю відчинених дверей, а також по гладкому стовбуру дерева 50 см в діаметрі. Також спостерігалось, як тварини у неволі, лазять по виноградній лозі й проводах, при цьому вони допомагали собі зубами. Перед спарюванням самиця виробляє виділення зі спинної залози, що пахне корицею. Полоні тварини труть залізистою областю об дерева, краї дверей, ніжки стільців, інші об'єкти. Коли їх потурбувати, ці тварини підіймають шерсть навколо спинної залози, яка виділяє запахові виділення. Нижні різці функціонують як гребінь для догляду за шерстю. Внутрішній палець задніх ніг використовується для причепурення хутра також. Тварина може тривалий час тримати пильний, фіксований погляд.

## Життєвий цикл
Вагітність триває, мабуть, близько восьми місяців. Народження дитинчат відбувається у першу чергу в березні і квітні в Габоні і Камеруні, і з травня по серпень у західній та південній частині Заїру. У східній частині ареалу, молодь народжується протягом усього року. Dendrohyrax dorsalis народжує одного або двох, як правило, одного, малюка. Члени цього роду мають менші розміри приплоду, ніж інші Hyracoidea. Народжуються добре розвиненими. На 120 день, загальна довжина досягає пропорцій дорослого, в наступний період відбувається невелике зростання. Статева зрілість, мабуть досягається у більш ніж однорічному віці.

## Загрози та охорона
Серйозних загроз для цього виду нема; хоча він, імовірно, чутливий до серйозної фрагментації середовища існування в результаті вирубки лісів, а також полювання на продовольство і шкурки. Зустрічається в багатьох природоохоронних територіях.